# Peter Welz (Schauspieler)
Peter Welz (* 1959) ist ein deutscher Schauspieler.
Der Münchner Schauspieler hatte sein Fernsehdebüt 1982 in Michael Verhoevens preisgekröntem Film Die Mutprobe. Seitdem arbeitete er mehrfach mit Verhoeven zusammen, trat aber auch in Produktionen anderer Regisseure wie Sherry Horman und Norbert Kückelmann auf.

## Filmografie
- 1982: Die Mutprobe (Fernsehfilm; Regie: Michael Verhoeven)
- 1983: Kehraus (Regie: Hanns Christian Müller)
- 1985: Weißblaue Geschichten: Der Geschäftsmann (Fernsehserie)
- 1985/86: Der Name der Rose (Regie: Jean-Jacques Annaud)
- 1986: Stinkwut (Fernsehfilm; Regie: Michael Verhoeven)
- 1986: Tatort: Riedmüller, Vorname Sigi (Fernsehreihe; Regie: Michael Kehlmann)
- 1987: Die Hausmeisterin (Fernsehserie)
- 1995/96: Irren ist männlich (Regie: Sherry Horman)
- 1996: Alle haben geschwiegen (Fernsehfilm; Regie: Norbert Kückelmann)
- 1997: Porträt eines Richters (Fernsehfilm; Regie: Norbert Kückelmann)
- 1998: Die Cellistin (Fernsehfilm; Regie: Sherry Horman)
- 2002: Ich hab es nicht gewollt – Anatomie eines Mordfalls (Fernsehfilm; Regie: Norbert Kückelmann)
- 2002/03: Die schnelle Gerdi und die Hauptstadt (Fernsehserie; Regie: Michael Verhoeven)